# Květnová
Květnová (do roku 1948 německy Permesgrün, poté do roku 1950 Louka) je vesnice, část města Ostrov v okrese Karlovy Vary v Karlovarském kraji. Nachází se asi tři kilometry severovýchodně od Ostrova. Květnová je také název katastrálního území o rozloze 8,08 km².

## Historie
První písemná zmínka o vesnici pochází z roku 1273, kdy patřila doksanskému klášteru. Založena však byla německými osadníky již na počátku třináctého století.

## Obyvatelstvo
Při sčítání lidu v roce 1921 zde žilo 413 obyvatel (z toho 197 mužů), z nichž byl jeden Čechoslovák a 412 Němců. Všichni se hlásili k římskokatolické církvi. Podle sčítání lidu z roku 1930 měla vesnice 391 obyvatel: 390 Němců a jeden cizinec. Kromě jednoho člověka bez vyznání byli římskými katolíky.
| Rok            | 1869 | 1880 | 1890 | 1900 | 1910 | 1921 | 1930 | 1950 | 1961 | 1970 | 1980 | 1991 | 2001 | 2011 | 2021 |
| -------------- | ---- | ---- | ---- | ---- | ---- | ---- | ---- | ---- | ---- | ---- | ---- | ---- | ---- | ---- | ---- |
| Počet obyvatel | 314  | 406  | 442  | 449  | 427  | 413  | 391  | 204  | 180  | 188  | 173  | 133  | 165  | 162  | 166  |
| Počet domů     | 56   | 58   | 62   | 63   | 63   | 63   | 66   | 48   | 55   | 34   | 31   | 42   | 46   | 53   | 53   |

## Obecní správa
Při sčítání lidu v letech 1869–1975 Květnová byla samostatnou obcí, se kterým patřila nejprve do okresu Jáchymov, ale v roce 1950 v okrese Karlovy Vary-okolí a v letech 1961–1975 v okrese Karlovy Vary. Od 1. ledna 1976 je částí města Ostrov v okrese Karlovy Vary. V letech 1950–1975 k obci patřily Hanušov a Maroltov.